# Ібіс австралійський
Ібіс австралійський (Threskiornis spinicollis) — птах родини ібісових, що мешкає в Австралії.

## Опис
Птах довжиною від 59 до 75 см, при середній величині 68 см. Голова чорна і без пір'я. Спина і крила коричневі з зеленим і ліловим відливом.

## Поширення
Цей вид живе як і молуцькій ібіс в Австралії та південно-азійській групі островів, (в основному в Індонезії, і Нову Гвінею). Крім того, вони зустрічаються на островах Норфолк та Лорд-Хау. Вони віддають перевагу вологим областям, проте зустрічаються і на сільськогосподарських угіддях, де вони йдуть за плугом, щоб знайти комах, що потрапили на поверхню землі.

## Розмноження

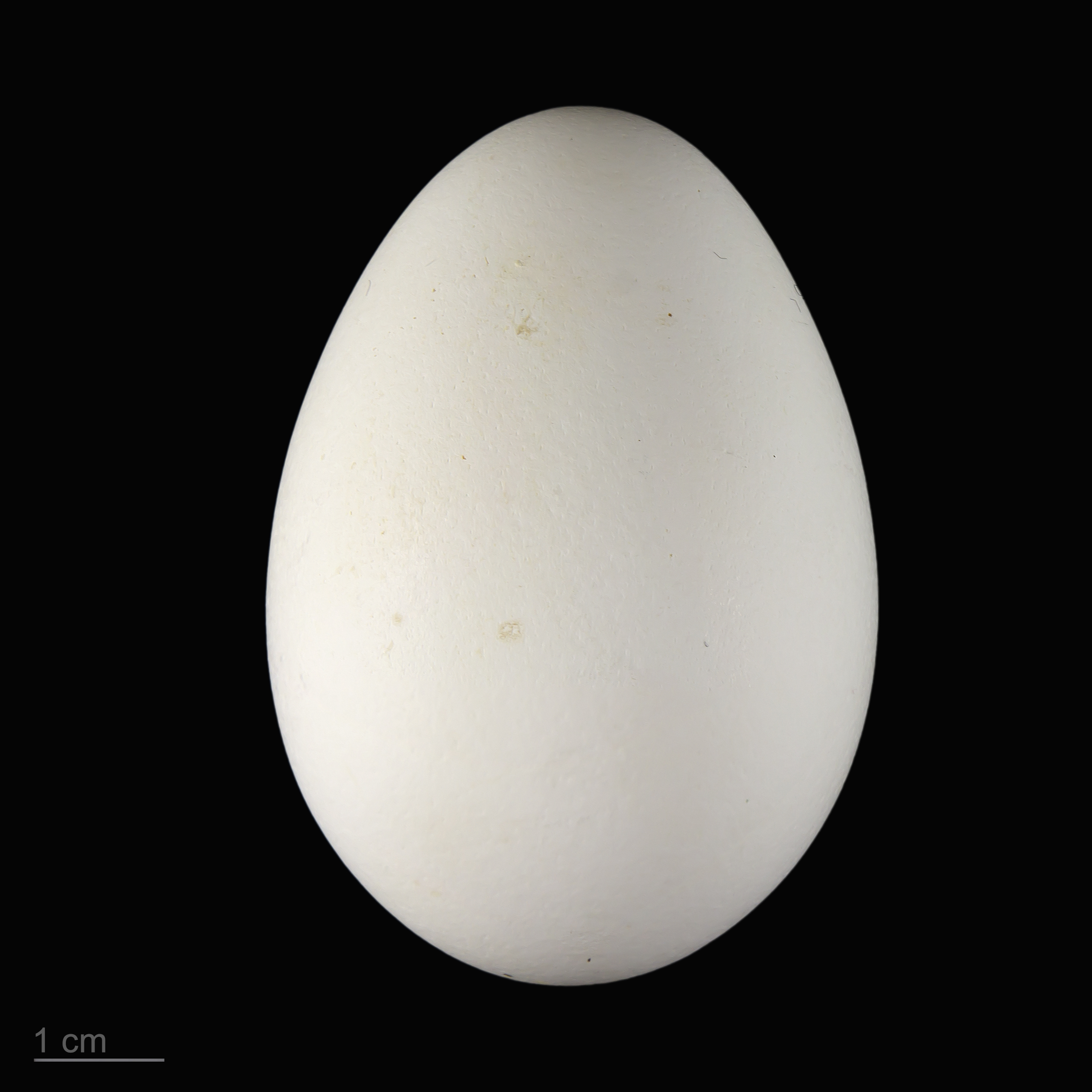
Яйце ібіса австралійського (Threskiornis spinicollis). Тулузький музей.

Австралійський ібіс гніздиться з серпня по січень на півдні області поширення, з лютого по травень на півночі. Він відкладає від 2 до 3, рідко до 5 яєць. Пташенята вилуплюються через 25 днів і стають самостійними через 5 тижнів.